# Nel van der Zee
Pieternella Cornelia Kamp-van der Zee (Brussel, 7 maart 1921 - Den Haag, 16 september 2016) was een Nederlands auteur van jeugdboeken en familie- en streekromans.

## Leven en werk
De verpleegster Nel van der Zee debuteerde in 1951 bij Uitgeverij West-Friesland in Hoorn met de meisjesroman De promotie van Jet Didam. Tot begin jaren '70 schreef ze zo'n vijftig jeugdboeken. Bij Uitgeverij Kluitman in Alkmaar gaf ze vervolgens vele familie- en streekromans uit. Intussen werkte ze in het bedrijf van haar echtgenoot als intercedent. In januari 2016 verscheen haar laatste roman Vroeger is voorbij.
Van der Zee overleed op 95-jarige leeftijd en was tweemaal weduwe. Ze had geen kinderen.